# روبرت إس. إينغيرسول
روبرت إس. إينغيرسول (بالإنجليزية: Robert S. Ingersoll)‏ هو دبلوماسي أمريكي، ولد في 28 يناير 1914 في غاليسبورغ في الولايات المتحدة، وتوفي في 22 أغسطس 2010 في إيفانستون في الولايات المتحدة.

## وصلات خارجية
- روبرت إس. إينغيرسول على موقع إن إن دي بي (الإنجليزية)